# Kanada na Letnich Igrzyskach Olimpijskich Młodzieży 2010
Kanadę na Letnich Igrzyskach Olimpijskich Młodzieży w Singapurze w 2010 reprezentować będzie 60 sportowców w 18 dyscyplinach.

## Kadra

### Badminton
- Henry Pan
- Tracy Wong

### Gimnastyka
- Madeline Gardiner
- Robert Watson
- Katrina Cameron
- Maria Kitkarska
- Melodie Omidi
- Angelika Reznik
- Victoria Reznik
- Curtis Gerein
- Mariah Madigan

### Jeździectwo
- Dominique Shone

### Judo
- Ecaterina Guica

### Kajakarstwo
- Hayden Daniels
- Jazmyne Denhollander

### Kolarstwo
- Kristina Laforge
- Steven Noble
- Stuart Wight

### Koszykówka
- Kaylee Halvorson
- Kaylee Kilpatrick
- Tiye Traore
- Dakota Whyte

### Lekkoatletyka
- Rayann Chin
- Shai-Anne Davis
- Gabrielle Edwards
- Isatu Fofanah
- Katelyn Hayward
- Eamonn Kichuk
- Brittany Lewis
- Katie Reid
- Rachel Romu

### Łucznictwo
- Timon Park

### Pływanie
- Jeremy Bagshaw
- Chad Bobrosky
- Lindsay Delmar
- Lauren Earp
- Thomas Jobin
- Kyle McIntee
- Rachel Nicol
- Tera Van Beilen
- Marc Sabourin-Germain
- Pamela Ware

### Taekwondo
- Stefan Bozalo
- Melanie Phan

### Tenis
- Marianne Jodoin
- Pavel Krainik
- Katarena Paliivets

### Triathlon
Canada has qualified 2 Triathletes.
- Brook Powell
- Christine Ridenour

### Podnoszenie ciężarów
Canada has qualified 1 Weightlifter.
- Prabdeep Sanghera

### Strzelectwo
- Danielle Marcotte

### Szermierka
- Miguel Breault-Mallette
- Alanna Goldie
- Alexandre Lyssov

### Zapasy
- Parm Dhesi
- DJ Webb
- Dori Yeats

### Żeglarstwo
- Audrey Caron
- Sarah Douglas